# Пригородный (Ростовская область)
Пригородный — посёлок в Красносулинском районе Ростовской области.
Административный центр Ударниковского сельского поселения.

## География

### Улицы
| - ул. 47-й Гвардейской стрелковой дивизии, - ул. Вильямса, - ул. Ленина, - ул. Лермонтова, - ул. Майская, - ул. Мира, - ул. Молодёжная, | - ул. Олега Кошевого, - ул. Российская, - ул. Садовая, - ул. Степная, - ул. Чапаева, - ул. Школьная. |

## История
Совхоз «Ударник» в этой местности был основан 30 декабря 1930 года. Основная часть людей, которые жили в этой здесь и принимали участие в деятельности совхоза, были люди беглыми, спасшимися после раскулачивания от ссылки в Сибирь. После создания совхоза, сельскими рабочими была разработана земля под территорией современного Оборёмина леса. Урожай с этой территории получался хороший. Все сельскохозяйственные работы выполнялись вручную, потому что соответствующей техники на тот момент не было. Зерновые культуры молотили при помощи цепов. Земельные участки пололи вручную. В 1931 году на этих территориях появились первые трактора. Среди трактористов известна и личность девушки, которая быстро освоила это занятие. Состояние свинарников и прочих сельскохозяйственных помещений постепенно улучшалось. В 1937 году было зафиксировано производство сельскохозяйственных продуктов, появились люди, разбирающиеся в своей работе. После Великой Отечественной войны совхоз стал одним из крупнейших в районе. В его деятельности был сделал уклон на свиноводство и выращивание зерновых культур. До 1993 года эта территория носил название совхоза «Ударник», затем стала посёлком Пригородным. В 1990-х многое здесь пришло в упадок. Совхоз «Ударник» стал ТОО «Ударник». Затем его территория поделилась на паи. Сейчас населенный пункт носит название ООО «Пригородное».

## Население
| 2010 |
| ---- |
| 884  |